# José Luis Robles Canibe
José Luis Robles Canibe (Bilbao, 20 de maig de 1927 - 27 de gener de 2007) fou un polític basc. Era fill d'un ferroviari del barri de Zabala. Ha estat Capità de la Marina Mercant en diversos bucs, cap de noliejament i director Comercial de Naviera Vizcaína, S.A, conseller director general de Naviera Química, S.A i ex conseller de l'Empresa Nacional Elcano, de l'Empresa Transmediterránea. d'Empetrol i de Petronor. Conseller del Consell d'Administració del Consorci Autònom de Bilbao (1978-1979) i vocal membre del Comitè de la Cambra de Comerç, Indústria i Navegació de Biscaia. També fou membre del Consell General Basc (1979-1980) i conseller d'indústria en el govern dirigit per Carlos Garaikoetxea (1980-1982).
Militant del Partit Nacionalista Basc, fou alcalde de Bilbao el 1983-1987, període durant el qual va fer front a les inundacions l'agost de 1983 i començant una reestructuració i transformació de la ciutat. Fou diputat per Biscaia a les eleccions al Parlament Basc de 1980 i senador per la mateixa circumscripció a les eleccions generals espanyoles de 1982 i 1986. La Federació Espanyola de Municipis i Províncies va reconèixer la seva labor en 2004. Va morir a Bilbao d'un càncer.